# Butylglycidylether
Butylglycidylether (genauer n-Butylglycidylether) ist eine chemische Verbindung aus der Gruppe der Epoxide und Ether.

## Gewinnung und Darstellung
Butylglycidylether kann durch Kondensation von 1-Butanol mit Epichlorhydrin und anschließender Dehydrochlorierung mit Lauge zur Bildung des Epoxidrings gewonnen werden.

## Eigenschaften
Butylglycidylether ist eine farblose Flüssigkeit mit stechendem Geruch, die wenig löslich in Wasser ist.

## Verwendung
Butylglycidylether wird als Gießmaterial, Klebstoff und als Epoxidverdünner verwendet.

## Sicherheitshinweise
Die Dämpfe von Butylglycidylether können mit Luft ein explosionsfähiges Gemisch (Flammpunkt etwa 40 bis 61 °C, Zündtemperatur 215 °C) bilden. Beim Menschen verursacht Butylglycidylether nach akuter Inhalation außer Schleimhautreizungen vor allem Nausea mit Erbrechen, starke Kopfschmerzen, Ataxie und Anorexie. Butylglycidylether ist sehr lipophil und wird sehr gut durch die Haut aufgenommen. Am Menschen wurden beträchtliche Sensibilisierungen beobachtet.